# Márta Éles
Márta Éles – węgierska tłumaczka

## Życiorys
Studiowała hungarystykę i polonistykę na Uniwersytecie w Budapeszcie. Języka polskiego uczyła się sama, korzystając z podręczników. W 1984 roku wyjechała na stypendium do Polski. Jest przewodniczką oraz współautorką polskojęzycznych przewodników po Budapeszcie (wraz z Moniką Chojnacką) i Krakowie. Kilkakrotnie otrzymała wsparcie z Instytutu Książki w ramach Programu Translatorskiego ©POLAND.

## Tłumaczenia
- 2020: Jarosław Iwaszkiewicz Książka o Sycylii[4]
- 2019: Józef Tischner Krótki przewodnik po życiu[1]
- 2017: Janusz Korczak Hogyan szeressük a gyermeket – Gyermek a családban (Jak kochać dziecko. Internat. Kolnie letnie. Dom sierot)[4]
- 2016: Mikołaj Łoziński Regény (Książka)[4]
- 2009: Piotr Sztompka Vizuális szociológia – A fényképezés mint kutatási módszer (Socjologia wizualna)[4][5]
- 2005: Ida Fink Elúszó kert (Odpływający ogród)[5]
- 2002: Andrzej Wajda A film és más hívságok (Film i inne wyzwania)[5]
- 2001: Józef Tischner Hogyan éljünk? (Jak żyć?)[5]